# Кале Леке Дукађина
Кале Леке Дукађина је назив за двије тврђаве у сјеверној Албанији. Под тим именом их помиње Иван Јастребов.
О првој пише да су приликом спуштања са Ћафа Малит ка Флету, лијево на стрмом брежуљку рушевине омање грађевине, Кале Леке Дукађина. Из рушевина се види да замак није био велики, у дужину 4 хвата и у ширину три. По Јастребову то је било стражарско мјесто за осматрање пута што иде из Саката јер се тај пут са тога замка одлично види. Уздигнута висоравни Хаса је окружена падинама Паштрика, са њеним замком Леке Дукађина на ријеци Дрим.  Како Јастребов у Метохији спомиње и Кале Лекис, могуће је да су разна утврђења, од народа прозивана по познатој личности тих крајева, Леки Дукађину, без нужне везе да је та историјска личност везана за поменуте тврђаве. Такав закључак потврђује и сам Јастребов који пише: Дукађинци свако "градиште" (рушевине) приписују своме Леки Дукађину. 